# Soera De Opdrijving
Soera De Opdrijving is een soera van de Koran.
De soera is vernoemd naar de genoemde opdrijving in de tweede aya. Zij die worden verdreven, zullen bestraft worden in het latere leven. Uiteengezet wordt wat gedaan moet worden met de buit. De soera besluit met een lofprijzing van God.

## Duiding
Soera 59, Al-Hashr, ook wel "De Samenkomst" of "De Ballingschap" genoemd, behandelt verschillende gebeurtenissen en leringen binnen de vroege islamitische gemeenschap. De soera opent met de lofprijzing van God door alles wat zich in de hemelen en op aarde bevindt.
Een belangrijk thema in deze soera is de verbanning van de Banu Nadir, een Joodse stam in Medina. Zij werden verdreven vanwege hun geheime samenzweringen met de hypocrieten van Medina tegen de moslimgemeenschap. De soera benadrukt dat deze uitkomst een direct gevolg is van Gods wil en wijsheid. Banu Nadir hebben het vredesverdrag met de moslims daardoor verbroken. 
Daarnaast worden de regels met betrekking tot de verdeling van oorlogsbuit besproken. Er wordt uitgelegd hoe deze middelen moeten worden verdeeld onder de Profeet, naaste verwanten, wezen, de armen en reizigers zonder middelen, om te voorkomen dat rijkdom zich ophoopt bij slechts enkelen.